# Глен Камара
Глен Ка́мара (фін. Glen Kamara, нар. 28 жовтня 1995, Тампере) — фінський футболіст сьєрра-леонського походження, півзахисник французького клубу «Ренн» та національної збірної Фінляндії.

## Клубна кар'єра
Народився 28 жовтня 1995 року в місті Тампере. Розпочав займатись футболом на батьківщині у клубах ОТ-77 та ЕПС, а 2011 року відправився до Англії, увійшовши до академії «Саутенд Юнайтед», а наступного року потрапив до структури лондонського «Арсеналу». 27 жовтня 2015 року в поєдинку Кубка англійської ліги проти «Шеффілд Венсдей» (0:3) він дебютував за основний склад, вийшовши в основі і будучи заміненим на 60 хвилині на Кристіана Беліка. Цей матч так і залишився єдиним для Глена у першій команді «канонірів».

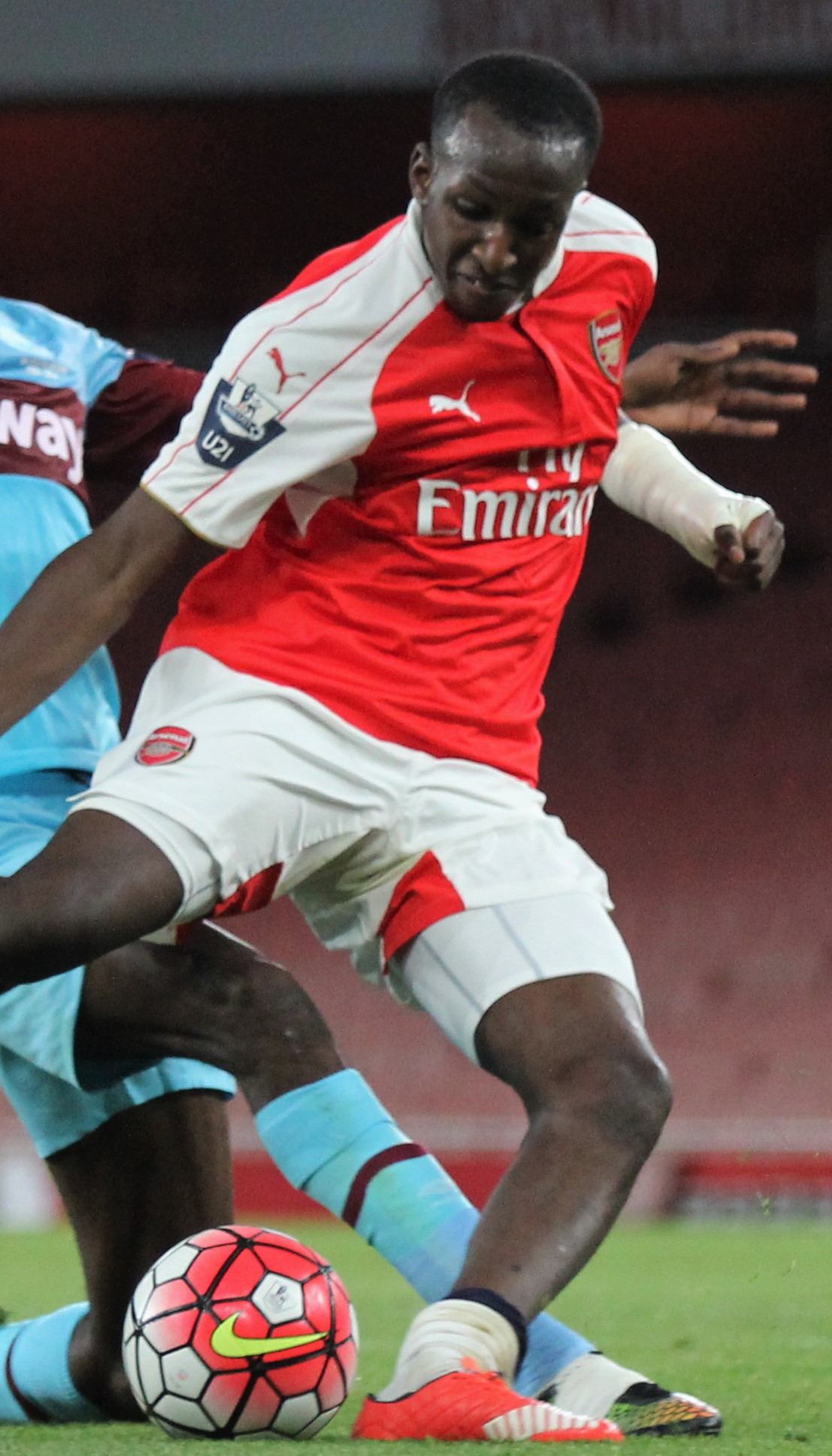
Глен Камара у молодіжній команді «Арсеналу». 28 серпня 2015 року.

22 січня 2016 року для отримання ігрової практики Глен на правах оренди перейшов у «Саутенд Юнайтед». 6 лютого в матчі проти «Колчестер Юнайтед» (0:3) він дебютував в Першій лізі Англії, третьому дивізіоні країни, провівши там загалом до завершення сезону 6 ігор.
У останній день літнього трансферного вікна 31 серпня 2016 року Камара на правах оренди перейшов в «Колчестер Юнайтед». 10 вересня в матчі проти «Блекпула» (3:2) він дебютував у Другій лізі Англії. Втім і тут фінський півзахисник не став основним гравцем, зігравши лише 4 гри у чемпіонаті і ще двічі у Трофеї Футбольної ліги.
13 липня 2017 року Камара перейшов в шотландський «Данді», підписавши контракт на два роки. Він дебютував за клуб у гостьовому матчі Кубка Шотландської ліги проти «Рейт Роверз», а 5 серпня в грі проти «Росс Каунті» (1:2) він дебютував у шотландській Прем'єр-лізі. У новій команді швидко став основним гравцем команди, провівши за півтора роки 65 матчів в усіх турнірах і зацікавивши одного з грандів місцевого футболу клуб «Рейнджерс».
5 січня 2019 року Камара підписав попередній контракт з «Рейнджерс» на 4,5 роки, який мав почати діяти по завершенні сезону., але вже 31 січня клуби домовились про трансфер за 50 000 фунтів стерлінгів. Фін забив свій перший гол за нову команду 27 лютого у домашній грі з колишнім клубом «Данді» (4:0) і допоміг команді в першому з сезоні стати віце-чемпіоном Шотландії, повторивши це досягнення і наступного року.
2021 року Камара допоміг «Рейнджерсу» вперше за 10 років виграти чемпіонський титул, завершивши сезон без поразок і набравши рекордні 102 очки. Наступного року він став з командою володарем Кубка Шотландії, а також допоміг команді стати фіналістом Ліги Європи.
31 серпня 2023 року підписав чотирирічну угоду з клубом Прем'єр-ліги «Лідс Юнайтед».

## Виступи за збірні
2013 року дебютував у складі юнацької збірної Фінляндії (U-18), загалом на юнацькому рівні взяв участь в 11 іграх.
Протягом 2014—2017 років залучався до складу молодіжної збірної Фінляндії. На молодіжному рівні зіграв у 12 офіційних матчах.
9 листопада 2017 року дебютував в офіційних матчах у складі національної збірної Фінляндії в товариському матчі проти збірної Естонії (3:0). Був основним гравцем команди у Лізі націй УЄФА 2018/19, де зіграв у чотирьох матчах, забив гол у грі проти Греції і став переможцем групи зі своєю командою, вийшовши до Ліги Б, другого дивізіону турніру.
1 червня 2021 року Камара був включений до фінальної заявки збірної на дебютний для неї чемпіонат Європи 2020 року у різних країнах. Там Глен зіграв у всіх трьох матчах, але його команда не вийшла з групи.
Станом на кінець березня 2024 року протягом кар'єри у національній команді провів 58 матчів, забивши 2 голи.

## Титули і досягнення
- Чемпіон Шотландії (1):

«Рейнджерс»: 2020/21
- Володар Кубка Шотландії (1):

«Рейнджерс»: 2021/22

### Індивідуальні
- У символічній збірній чемпіонату Шотландії за версією ПФА: 2020/21[24]